# Лангеланн
Лангеланн (дат. Langeland) — остров в Балтийском море, расположенный к западу от пролива Большой Бельт, между островами Фюн и Лолланн. Принадлежит Дании. Площадь — 283,84 км², длина 52 км, ширина 11 км. Население — 13 340 (1 января 2009).
Остров входит в состав муниципалитета Лангеланн (регион Южная Дания). Главный город — Рудкёбинг.

## География
Рельеф равнинный, местами холмистый, высотой до 46 м. Растительность: лиственные леса (бук).

## Экономика
Лангеланн является рекреационной зоной.
Отрасли сельского хозяйства: садоводство, животноводство, рыболовство. Возделывают зерновые культуры, картофель, сахарную свёклу.
Соединен мостами с островами Тосинге и Фюн. Существует паромное сообщение с островами Лолланн, Эрё и Стрюнё (дат. Strynø).

## Достопримечательности
Главная достопримечательность — замок Транекер (дат. Tranekær), около города Рудкёбинг. До 1231 года он выполнял функцию королевской резиденции. В самом Рудкёбинге сохранились несколько средневековых церквей. А на юге острова расположен курган каменного века с расположенным на нём дольменом.

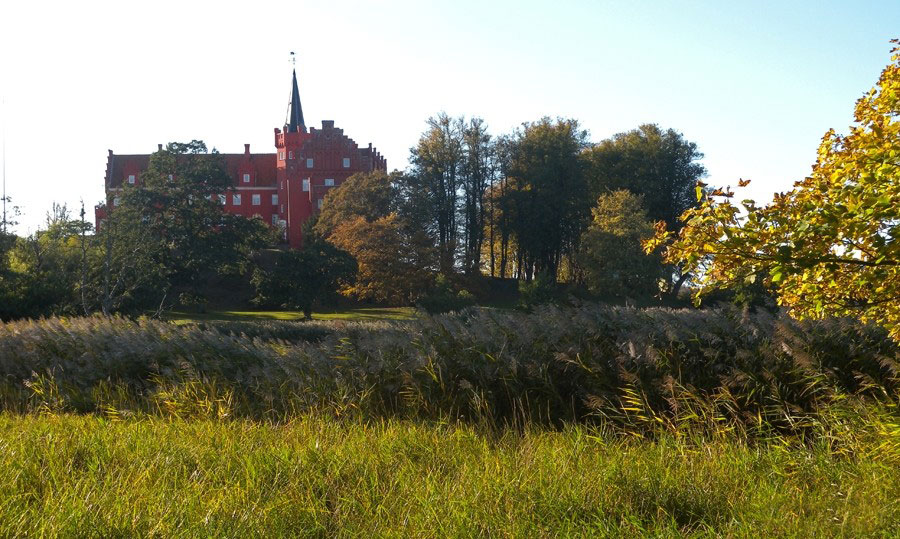
Замок Транекер
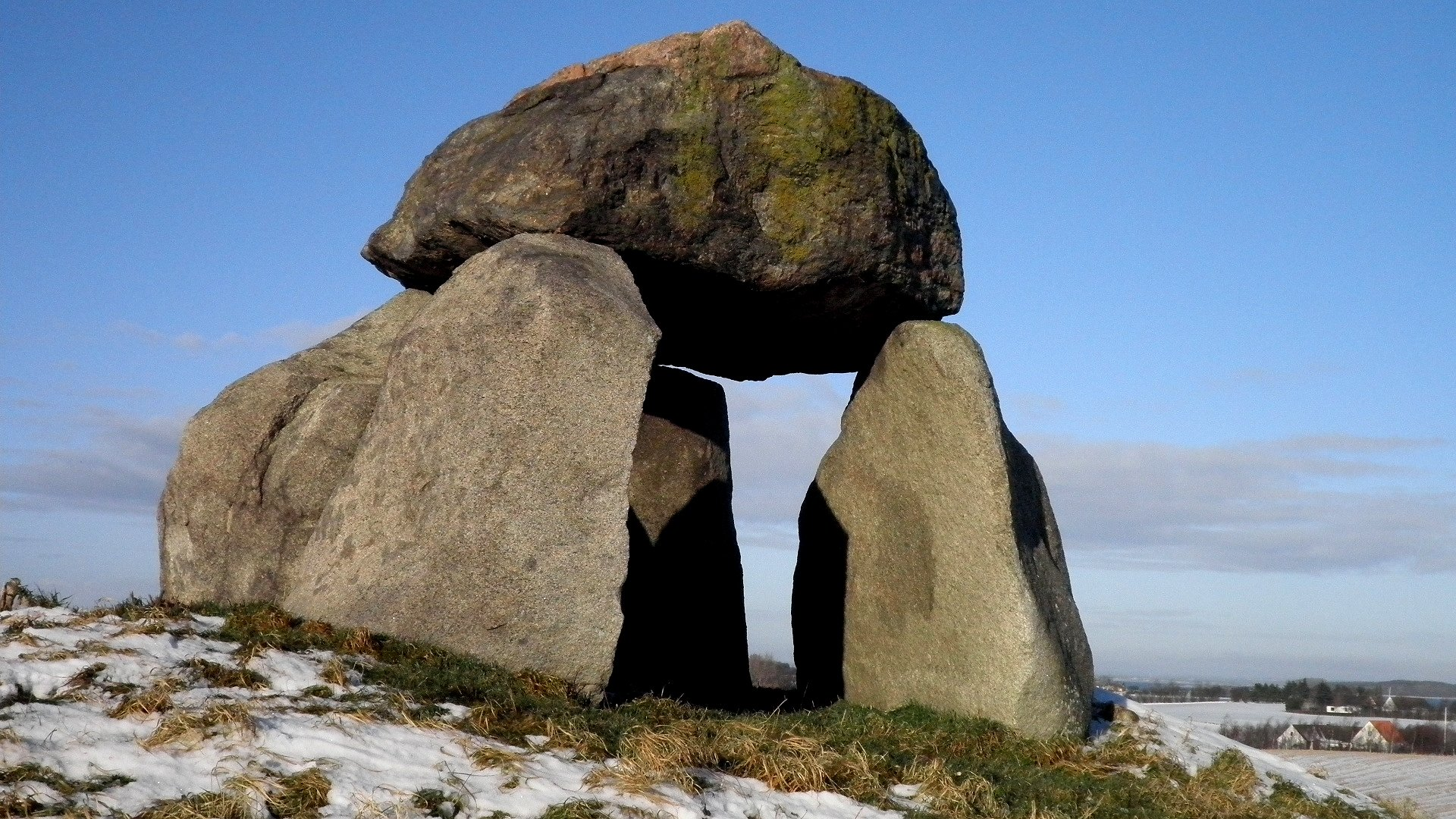
Дольмен

## Знаменитые люди
На острове родился знаменитый физик Эрстед, Ханс Кристиан.